# Hartberg Umgebung
Hartberg Umgebung est une commune autrichienne du district de Hartberg en Styrie.